# Sida pritzelii
Sida pritzelii är en malvaväxtart som beskrevs av Charles Austin Gardner. Sida pritzelii ingår i släktet sammetsmalvor, och familjen malvaväxter. Inga underarter finns listade i Catalogue of Life.